# Erripagaña
Erripagaña es un barrio del área metropolitana de Pamplona (Comunidad foral de Navarra) situado al este de la cuenca de Pamplona, geográficamente situado en el valle de Egüés y dividido entre los términos de Burlada, Pamplona, Huarte y Sarriguren. Está situado al este del casco urbano de Pamplona (a 1,6 kilómetros de la plaza del Castillo), al sur de Burlada, al oeste de Sarriguren, y al norte de Mendillorri, en un altozano sobre el río Arga.

## Toponimia
El topónimo ha sido registrado desde el siglo XVII en varias ocasiones y con distintas grafías:
- Ripagaña (1625)
- Ripagaña (1712)
- Ripagaña (1735)
- Alchuchate (1808)
- Ripagaña (1892)
- Ripalaña (1907)
- Erripagaña (1992)
- Erripagaña (2007)
- Erripagaña (2019)

Se trata de un topónimo de origen vasco compuesto por erripa + gaña. El primer término proviene del latín ripa (paraje costanero, en declive), que se incorporó al euskera como erripa, y aún puede encontrarse en el castellano navarro con idéntico significado. Puede encontrarse en otros topónimos navarros como Erripa (Ripa), concejo del valle de Odieta, o Erripalda (Ripalda), lugar del valle de Salazar, e incluso en Ribaforada, villa ribera. Hace referencia a una de las varias ripas que hay en la cuenca de Pamplona, la ripa de Beloso, sobre la que se sitúa este paraje, debajo de la cual fluye el río Arga. De ahí el segundo elemento, gaña, que indica una posición superior, en altura. Su significado es, por tanto, "lugar sobre la ripa".
El topónimo inicialmente hacía referencia únicamente al monte Erripagaña y sus faldas, donde actualmente se encuentra el depósito de aguas, y por extensión a la zona situada entre este y el monte Erripaburua (actual Beloso Alto), mientras que la parte actualmente perteneciente al municipio de Pamplona era conocida como Tellarigaña o tejería de Beloso. Las zonas de Huarte y Sarriguren, así como gran parte del término de Burlada recibían el nombre de Altzutzate. Con la construcción del barrio se hizo necesario contar con un nombre uniforme para toda la zona, y ahí es cuando se impuso Erripagaña para todo el área en el Plan sectorial de incidencia supramunicipal (PSIS) de 1981. Erripagaña se convirtió así en el único nombre oficial a todos los efectos mediante el Decreto Foral 212/1992, promulgado ese mismo año.
Es posible encontrar aún en el siglo XXI distintas variantes del topónimo en el uso oficioso, como son Ripagaña, Erripagaina y Ripagaina, todas ellas minoritarias y sin carácter oficial. Las formas Ripagaña y Ripagaina surgen por pérdida de la e- protética, habitual en el uso administrativo y de igual manera que otros topónimos como Razkin < Errazkin, Rekondo < Errekondo, Rekalde < Errekalde o los ejemplos anteriormente mencionados y que también se encuentra en la cuenca en topónimos como Arrotxapea (Rochapea). Las formas Ripagaina y Erripagaina responden a distintas grafías del mismo sonido /ɲ/ en euskera (retranscrito en castellano como -ñ-), donde si bien en euskera batua se privilegia la grafía -in-, tradicionalmente en la cuenca de Pamplona se utiliza -ñ-, como atestiguan otros topónimos pamploneses como Ermitagaña o Azpilagaña. Es por estos argumentos que Euskaltzaindia y Euskarabidea recomiendan la variante Erripagaña, que es la oficial por el Gobierno de Navarra atendiendo a los mismos argumentos.

## Historia
Hasta principios del siglo XXI era una zona agrícola rodeada por áreas que se habían ido urbanizando en las décadas anteriores. La única infraestructura contenida en esta zona era un depósito de aguas de hormigón en lo alto de un montículo conocido con el mismo nombre de Erripagaña (476 m.) que desde 1982 abastecía a Burlada. En 1991 el Gobierno de Navarra, a instancias del Ayuntamiento de Burlada y de diversas empresas constructoras, aprobó un Plan Sectorial de Incidencia Supramunicipal (PSIS) de lo que entonces se llamaba Ripagaina y que la ordenaba como un área industrial y de servicios; dicho PSIS fue revisado en 2004 para darle un uso principalmente residencial. En 2007 comenzó la urbanización y, seguidamente, la construcción de diversas manzanas de viviendas. A partir del año 2011 comenzaron a instalarse los primeros vecinos y a abrir los primeros comercios. En 2015 se adecuan las líneas de transporte urbano para atender a los usuarios del barrio.

## Urbanismo
El barrio tiene una superficie de casi 80 hectáreas de las cuales 47,6 se hallan en el término municipal de Burlada, 16,8 en el de Pamplona, 8 en el del Valle de Egüés y 7,5 en el de Huarte. Tiene la forma aproximada de un triángulo delimitado, al sur, por la carretera de Sarriguren, PA-33, que lo separa de Mendillorri, al nordeste por la carretera NA-2300/NA-2306 de Mendillorri a Huarte, y al noroeste por el río Arga y las ripas de Beloso. Se divide en dos zonas residenciales, una en el extremo oeste como continuación del barrio de Beloso de Pamplona y otra que ocupa la mitad este, sumando un total de unas 3.500 viviendas, la mayoría en edificios de unas diez alturas. El resto está ocupado por espacios libres y zonas verdes, incluido el montículo coronado por el depósito de aguas, que constituyen un tercio de la superficie, espacio para dotaciones (70.000 metros cuadrados) y una zona comercial al sur, entre ambas zonas residenciales, que de momento no se ha ejecutado y permanece como un área libre de unos 12.000 metros cuadrados. 
Las calles de la nueva urbanización han sido denominadas con topónimos (Erripagaña, Karrobide, Errekaldea), capitales de la Unión Europea (Ámsterdam, Atenas, Berlín, Bratislava, Bruselas, Copenhague, Dublín, Lisboa, Londres, Madrid, París, Roma) y víctimas de terrorismo.

## Vida social
En marzo de 2015 se creó la Asociación de Vecinos de Erripagaña/Erripagañako Bizilagun Elkartea con el objetivo de dinamizar y sostener la vida cultural, comercial, deportiva y festiva del barrio. En junio de ese año se organizaron las primeras fiestas del barrio. Los comercios del barrio mantienen también una página web informativa.
Dado que el barrio todavía no cuenta con equipamientos sanitarios, educativos o culturales propios, los vecinos de Erripagaña hacen uso principalmente de los del vecino barrio de Mendillorri o los de Burlada.

## Transportes y Comunicaciones

### Transporte urbano
La línea 19 de Transporte Urbano Comarcal de Pamplona comunica al barrio de Erripagaña con el centro de Pamplona a través de conexión con la línea 18, línea 20, línea 23, y de manera directa con los barrios de Iturrama y Ermitagaña y con la localidad de Barañáin. En horas nocturnas la línea N10 comunica con el centro de la ciudad y con Sarriguren.
A partir del 1 de abril de 2019, la línea 20 tiene dos paradas en la avenida Erripagaña, conectando así el barrio con el centro de Pamplona.
| Transporte Urbano Comarcal           |                                 |                                 |
| Inicio                               | Línea                           | Fin                             |
| Sarriguren                           | 18                              | Zizur Mayor/Zizur Nagusia       |
| Barañáin                             | 19                              | Erripagaña                      |
| Bianako Printzea/Príncipe de Viana   | 20                              | Gorráiz                         |
| Kordobila/Cordovilla                 | 23                              | Olloki                          |
| Nafarroako Gorteak/Cortes de Navarra | N10                             | Sarriguren                      |
| Taxi Iruñerria                       |                                 |                                 |
| Zona                                 | A                               | A                               |
| Estaciones                           | Calle Palacio (Centro de Salud) | Calle Palacio (Centro de Salud) |